# Trioza hildagoensis
Trioza hildagoensis är en insektsart som beskrevs av Caldwell 1944. Trioza hildagoensis ingår i släktet Trioza och familjen spetsbladloppor. Inga underarter finns listade i Catalogue of Life.